# Бет Кери
Бет Кери (на английски: Beth Kery) е плодовита американска писателка на произведения в жанра съвременен, паранормален и еротичен любовен роман. Пише и под псевдонима Бетани Кейн (Bethany Kane).

## Биография и творчество
Елизабет „Бет“ Кери е родена в САЩ. Има докторска степен по психология.
Започва да публикува еротични любовни романи през 2007 г.
През 2012 г. е издаден романът ѝ „Защото си моя“ от едноименната поредица. Той става бестселър и я прави известна.
Бет Кери живее в Чикаго.

## Произведения
частична библиография

### Самостоятелни романи
- Tricked Truths (2007)
- Gateway To Heaven (2008)
- Wicked Burn (2008)
- Daring Time (2009)
- Flirting in Traffic (2009)
- Sweet Restraint (2009)
- Paradise Rules (2009)
- Come To Me Freely (2009)
- Through Her Eyes (2009)
- Holiday Bound (2009)
- Release (2009)
- Fleet Blade (2010)
- Explosive (2010)
- Exorcising Sean's Ghost (2011)
- Looking Inside (2016)
- Behind the Curtain (2017)

### Серия „Ефирни любовници“ (Subtle Lovers)
1. Subtle Magic (2008)
2. Subtle Touch (2009)
3. Subtle Release (2009)
4. Subtle Destiny (2009)
5. Subtle Voyage (2009)

### Серия „Принцеси на ъндърграунда“ (Princes of the Underground)
1. Velvet Cataclysm (2010)
2. Silken Rapture (2011)

### Серия „Една нощ на страст“ (One Night of Passion) – като Бетани Кейн
1. Addicted to You (2011)
2. Exposed to You (2012)

### Серия „Защото си моя“ (Because You Are Mine)
1. Because You Tempt Me (2012)
Защото си моя, изд.: ИК „Прозорец“, София (2015), прев. Ирина Манушева
2. Because I Could Not Resist (2012)
3. Because You Haunt Me (2012)
4. Because You Must Learn (2012)
5. Since I Saw You (2014)
6. Because I Said So (2012)
7. Because You Torment Me (2012)
8. Because I Need To (2012)
9. Because I Am Yours (2012)
10. Because We Belong (2013)

### Серия „Когато съм с теб“ (When I'm With You)
1. When We Touch (2013)
2. When You Defy Me (2013)
3. When You Tease Me (2013)
4. When I'm Bad (2013)
5. When You Submit (2013)
6. When You Trust Me (2013)
7. When I Need You (2013)
8. When We Are One (2013)

### Серия „Афера“ (Affair)
1. Week One (2014)
2. Week Two (2014)
3. Week Three (2014)
4. Week Four (2014)
5. Week Five (2014)
6. Week Six (2014)
7. Week Seven (2014)
8. Week Eight (2014)

### Серия „Ако се върнеш при мен“ (If You Come Back To Me)
1. If You Come Back To Me (2014)
2. If I Can't Let Go (2014)
3. If I Can't Have You (2014)
4. If I Trust You (2014)
5. If I Need You (2014)

### Серия „Направи ме“ (Make Me)
1. Make Me Forget (2016)
2. Make Me Tremble (2016)
3. Make Me Say It (2016)
4. Make Me Desperate (2016)
5. Make Me Risk It (2016)
6. Make Me Feel (2016)
7. Make Me Remember (2016)
8. Make Me Forever (2016)